# Grammy Award for Best Progressive R&B Album
Der Grammy Award for Best Progressive R&B Album, bis 2020 Grammy Award for Best Urban Contemporary Album (auf Deutsch etwa „Grammy-Auszeichnung für das beste Urban-Contemporary-Album“), ist ein Musikpreis, der seit 2013 bei den jährlich stattfindenden Grammy Awards verliehen wird. Ausgezeichnet werden Darbietungen aus dem Musikbereich Contemporary Rhythm & Blues (Contemporary R&B, also zeitgenössischer Rhythm & Blues), womit der Preis im Bereich Rhythm and Blues angesiedelt ist.

## Hintergrund und Geschichte
Die seit 1958 verliehenen Grammy Awards (eigentlich Grammophone Awards) werden jährlich in zahlreichen Kategorien von der National Academy of Recording Arts and Sciences (NARAS) in den Vereinigten Staaten von Amerika vergeben, um künstlerische Leistung, technische Kompetenz und hervorragende Gesamtleistung ohne Rücksicht auf die Album-Verkäufe oder Chart-Position zu ehren. Vergeben wird der Preis für qualitativ hochwertige Alben aus dem Musikbereich Contemporary R&B.
Der Grammy Award for Best Urban Contemporary Album gehörte zu den drei Grammys, die 2013 erstmals vergeben wurden. Nach seiner Beschreibung wird er an Alben vergeben, deren Inhalt zum mindestens 51 % aus neu aufgenommenen und dem R&B entnommenen Gesangsteilen besteht. Zudem soll diese Kategorie vor allem die Werke von Musikern beinhalten, die sich vor allem auf zeitgenössische Aspekte des R&B konzentrieren und können Elemente des Urban Pop, Urban Euro-Pop, Urban Rock und Urban Alternative enthalten.
Die Kategorie heißt seit 2020 Grammy Award for Best Progressive R&B Album.

## Gewinner und nominierte Künstler
| Jahr                       | Künstler / Band   | Nationalität       | Werk                      | Weitere nominierte Künstler | Bilder der Künstler                 |
| -------------------------- | ----------------- | ------------------ | ------------------------- | --- | ----------------------------------- |
| 2013                       | Frank Ocean       | Vereinigte Staaten | Channel Orange            | - Miguel – Kaleidoscope Dream - Chris Brown – Fortune | Frank Ocean, 2012                   |
| 2014                       | Rihanna           | Barbados           | Unapologetic              | - Mack Wilds – New York: A Love Story - Tamar Braxton – Love and War - Fantasia – Side Effects of You - Salaam Remi – One: In the Chamber                                                                                       | Rihanna, 2013                       |
| 2015 8. Februar 2015       | Pharrell Williams | Vereinigte Staaten | Girl                      | - Jhené Aiko – Sail Out - Beyoncé – Beyoncé - Chris Brown – X - Mali Music – Mali Is … |                                     |
| 2016 15. Februar 2016      | The Weeknd        | Kanada             | Beauty Behind the Madness | - The Internet – Ego Death - Kehlani – You Should Be Here - Lianne La Havas – Blood - Miguel – Wildheart |                                     |
| 2017 12. Februar 2017      | Beyoncé           | Vereinigte Staaten | Lemonade                  | - Gallant – Ology - King – We Are King - Anderson .Paak – Malibu - Rihanna – Anti |                                     |
| 2018 28. Januar 2018       | The Weeknd        | Kanada             | Starboy                   | - 6lack – Free 6lack - Childish Gambino – "Awaken, My Love!" - Khalid – American Teen - SZA – Ctrl |                                     |
| 2019 10. Februar 2019      | The Carters       | Vereinigte Staaten | Everything Is Love        | - Chloe x Halle – The Kids Are Alright - Chris Dave and the Drumhedz – Chris Dave and the Drumhedz - Miguel – War & Leisure - Meshell Ndegeocello – Ventriloquism                                                               |                                     |
| 2020 26. Januar 2020       | Lizzo             | Vereinigte Staaten | Cuz I Love You (Deluxe)   | - Steve Lacy – Apollo XXI - Georgia Anne Muldrow – Overload - Nao – Saturn - Jessie Reyez – Being Human in Public | Lizzo (2018)                        |
| Best Progressive R&B Album |                   |                    |                           | |                                     |
| 2021 14. März 2021         | Thundercat        | Vereinigte Staaten | It Is What It Is          | - Jhené Aiko – Chilombo - Chloe x Halle – Ungodly Hour - Free Nationals – Free Nationals - Robert Glasper – Fuck Yo Feelings | Thundercat (2018)                   |
| 2022 3. April 2022         | Lucky Daye        | Vereinigte Staaten | Table for Two             | - Eric Bellinger – New Light - Cory Henry – Something to Say - Hiatus Kaiyote – Mood Valiant - Terrace Martin, Robert Glasper, 9th Wonder & Kamasi Washington – Dinner Party: Dessert - Masego – Studying Abroad: Extended Stay |                                     |
| 2023 5. Februar 2023       | Steve Lacy        | Vereinigte Staaten | Gemini Rights             | - Cory Henry – Operation Funk - Terrace Martin – Drones - Moonchild – Starfruit - Tank and the Bangas – Red Balloon |                                     |
| 2024 4. Februar 2024       | SZA               | Vereinigte Staaten | SOS                       | - 6lack – Since I Have a Lover - Diddy – The Love Album: Off the Grid - Terrace Martin und James Fauntleroy – Nova - Janelle Monáe – The Age of Pleasure                                                                        | SZA 2017                            |
| 2025 2. Februar 2025       | Avery Sunshine    | Vereinigte Staaten | So Glad to Know You       | - En Route von Durand Bernarr - Bando Stone & the New World von Childish Gambino - Crash von Kehlani | Avery Sunshine 2015                 |
| 2025 2. Februar 2025       | NxWorries         | Vereinigte Staaten | Why Lawd?                 | - En Route von Durand Bernarr - Bando Stone & the New World von Childish Gambino - Crash von Kehlani | Anderson Paak 2024 · Knxwledge 2016 |

## Belege
1. ↑  “honor artistic achievement, technical proficiency and overall excellence in the recording industry, without regard to album sales or chart position” Overview. National Academy of Recording Arts and Sciences, archiviert vom Original am 19. August 2012; abgerufen am 11. September 2014 (englisch).  Info: Der Archivlink wurde automatisch eingesetzt und noch nicht geprüft. Bitte prüfe Original- und Archivlink gemäß Anleitung und entferne dann diesen Hinweis.
2. ↑  Grammy Awards at a Glance. In: Los Angeles Times. Tribune Company, abgerufen am 29. Mai 2011 (englisch).
3. ↑  The Recording Academy Announces Board Of Trustees Meeting Results. National Academy of Recording Arts and Sciences, 8. Juni 2012, abgerufen am 11. Juni 2012 (englisch).: “albums containing at least 51 percent playing time of newly recorded contemporary vocal tracks derivative of R&B. This category is intended for artists whose music includes the more contemporary elements of R&B and may incorporate production elements found in urban pop, urban Euro-pop, urban rock, and urban alternative”
4. ↑  NARAL Final Nomination List 57th Grammy Awards, abgerufen am 31. Dezember 2015.